# 魅族MX4
魅族 MX4是魅族于2014年9月2日发布的旗舰智能手机产品。它搭载了定制款 MTK6595 智能八核处理器，相比MX3提高87%。该系列手机有前黑后灰、白色版以及前白后金等三种外观，可更换多种颜色背壳，并搭载为大屏手机优化的Flyme 4系统。

## 硬件

### 機身
採用了航空鋁鎂合金，寬度為75.2 mm，2.6mm 窄邊框令屏佔比達到了79%，而且重量僅為 147g。

### 屏幕
採用夏普或JDI5.36英寸多點觸控Full HD+ 、第三代康宁大猩猩玻璃屏幕，亮度達到500 nit，對比度1100:1，色域85%。

### 相機
- 採用了索尼CMOS IMX 220，擁有2070萬像素、ƒ/2.2大光圈、1/2.3英寸 CMOS感光晶片，單個圖元面積1.2μm
- Close Loop閉環對焦馬達，對焦速度僅0.3秒
- 能拍攝4K分辨率的影片
- 雙色補光燈
- 前鏡頭採Sony IMX208模組，200萬像素前置鏡頭[2]

### 其他
- CPU為雙四核联发科6595 2.2GHz + 1.7GHz，配搭PowerVR G6200 MP4 GPU，內置2GB运行内存、16GB存储。
- 具電子羅盤、環境色溫、磁力、重力、紅外距離、陀螺儀、環境光度、觸摸感應器
- 電池3100 mAh (內建式)
- 安兔兔跑分達到50000分，Vellamo測試多核成績中達到2300分
- 支持FDD-4G LTE和TDD-4G LTE[2]

## 軟件
搭载了基于Android 4.4的Flyme 4操作系统